# Stazione di Brienza
La stazione di Brienza era una stazione ferroviaria posta sulla linea Atena-Marsico Nuovo, la quale serviva il centro abitato di Brienza.

## Strutture e impianti
La stazione possedeva un fabbricato viaggiatori a due piani affiancato da un magazzino merci.
Il piazzale binari contava un binario di corsa e un binario di raddoppio. Era presente un piccolo scalo merci con due binari tronchi.
Dopo la soppressione della linea è stata in parte adibita a deposito.